# Intel 8008

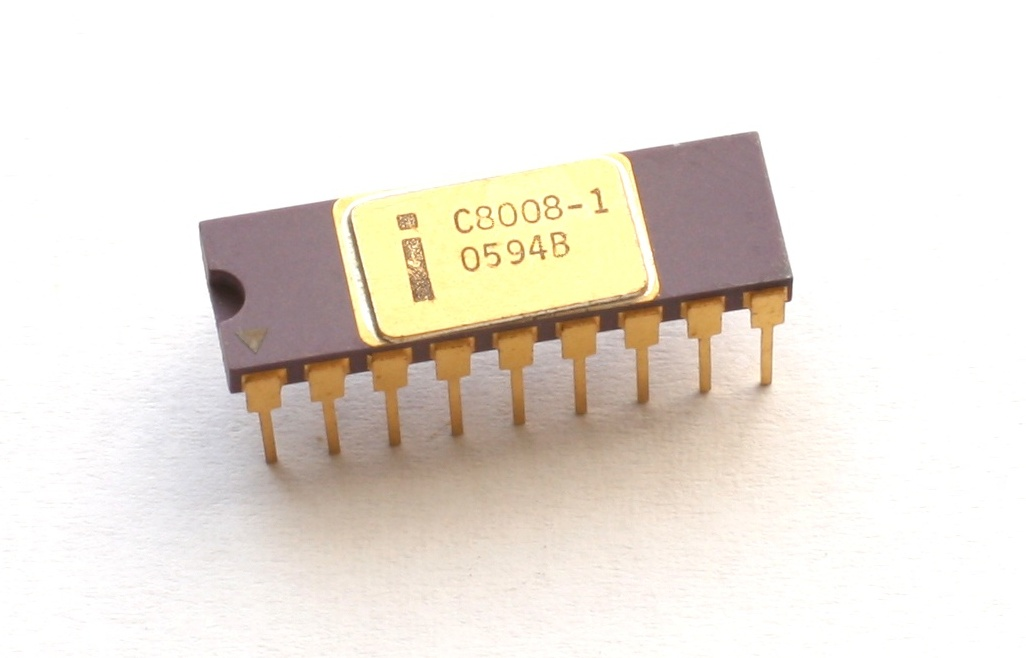
Intel 8008

Mikroarchitektura 8008.

8008 – jeden z najwcześniejszych mikroprocesorów, zaprojektowany i produkowany przez firmę Intel, wprowadzony na rynek w kwietniu 1972 roku. Został zaprojektowany na zamówienie firmy Computer Terminal Corporation do użycia w terminalu Datapoint 2200, ale ponieważ Intel spóźnił się z dostawą, a procesor nie osiągał minimalnych wymagań CTC, 8008 nie został użyty w Datapoint 2200. CTC zgodziła się na sprzedaż przez Intel tego procesora innym klientom.
Instrukcje dostępne na 8008 i innych późniejszych procesorach typu CISC produkowanych przez Intel były w znacznym stopniu wzorowane na specyfikacjach CTC.
Procesor w obudowie DIP18 miał 8-bitową magistralę, wyprowadzona na zewnątrz ośmiobitowa szyna odgrywała rolę szyny danych i adresowej, przez co wymagał kilku układów scalonych do zarządzania i buforowania sygnałów szyny. Pomimo że wykonywał mniejszą liczbę instrukcji w sekundzie niż 4-bitowe procesory Intela 4004 i 4040, to przetwarzał osiem bitów naraz i miał dostęp do większej ilości RAM-u, dlatego miał 3-4 razy większą moc obliczeniową niż procesory 4-bitowe.
8008 był stosunkowo wydajny w urządzeniach, do użycia w których został zaprojektowany, ale bardzo trudny do użycia w innych zadaniach. Zaledwie kilka wczesnych komputerów bazowało na tym chipie, jego następca 8080 był w porównaniu z nim znacznie lepszym produktem do tych celów.
Przykładem komputera bazującego na 8008 jest „Micral N”. Stworzony przez francuskiego inżyniera Francois Gernelle'a w 1973 r. (na 5 lat przed Apple i 3 lata przed IBM) jako pierwszy komercyjny mikrokomputer.